# 火除天満宮
火除天満宮（ひよけてんまんぐう）は、京都府京都市下京区貞安前之町にある天満宮。旧社格は村社。

## 祭神
- 菅原道真（すがわらのみちざね）

## 歴史
1579年（天正7年）に九州での兵乱を避けるため、筑紫国大宰府から一人の老神官が菅原道真の像を背負って入洛し、六条通周辺に祀ったのが始まりといわれる。1587年（天正15年）烏丸二条に大雲院が創建されるとその鎮守社として移転し、1597年（慶長2年）豊臣秀吉の命により大雲院とともに現在地に移された。なお、1973年（昭和48年）に大雲院は京都市東山区祇園町南側に移転している。
1864年（元治元年）の蛤御門の変では、この一帯だけが奇跡的に類焼を免れ、これまでの京における度重なる大火でも類焼をまぬかれたことから学問成就とともに火除の神として多くの信仰を集め、正式名称は天満宮であるが「火除天満宮」と称される。

## 現地情報
所在地
- 京都府京都市下京区貞安前之町613

交通アクセス

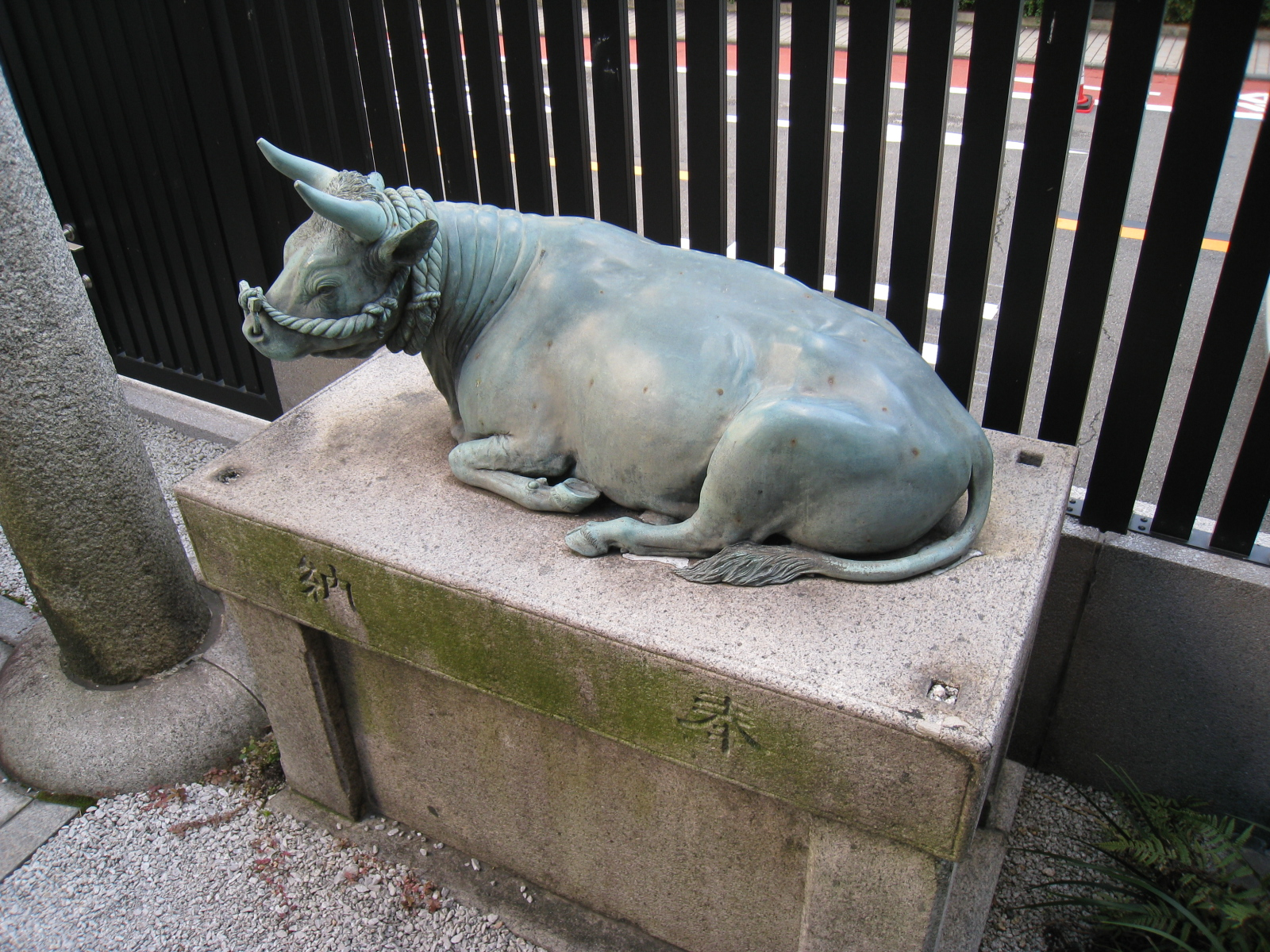
臥牛像

- 最寄駅：阪急京都線 京都河原町駅下車後、徒歩約10分